# Sympherobius mirandus
Sympherobius mirandus är en insektsart som först beskrevs av Luisa Eugenia Navas 1920.  Sympherobius mirandus ingår i släktet Sympherobius och familjen florsländor. Inga underarter finns listade i Catalogue of Life.